# Alfonso Dal Pian
Alfonso Dal Pian, né le 15 août 1957 à Gênes (Ligurie), est un coureur cycliste italien, professionnel de 1979 à 1982.

## Palmarès
- 1977
  - 2e de la Coppa Giuseppe Romita
- 1978
  - 5e étape du Tour de la Vallée d'Aoste
- 1983
  - Giro delle Valli Cuneesi

## Résultats sur les grands tours

### Tour de France
1 participation
- 1982 : abandon (18e étape)

### Tour d'Italie
3 participations
- 1979 : 38e
- 1980 : 23e
- 1981 : 42e

### Tour d'Espagne
1 participation
- 1981 : 14e